# هانس مارتينيز
هانس مارتينيز (بالإسبانية: Hans Martínez)‏ (4 يناير 1987 سانتياغو تشيلي - ) هو لاعب كرة قدم تشيلي يلعب كمدافع.

## روابط خارجية
- هانس مارتينيز على موقع الاتحاد الدولي (مؤرشف)  (الإنجليزية)
- هانس مارتينيز على موقع قاعدة بيانات كرة القدم.إي يو (الإنجليزية)
- هانس مارتينيز على موقع ناشيونال فوتبول تيمز (الإنجليزية)
- هانس مارتينيز على موقع Soccerway.com (الإنجليزية)